# Vlado Lisjak
Vlado Lisjak (Petrinja, 29 aprile 1962) è un ex lottatore jugoslavo e croato, specializzato nella lotta greco-romana.

## Palmarès
- Giochi olimpici

Los Angeles 1984: oro nei pesi leggeri;